# Meseta de Boma

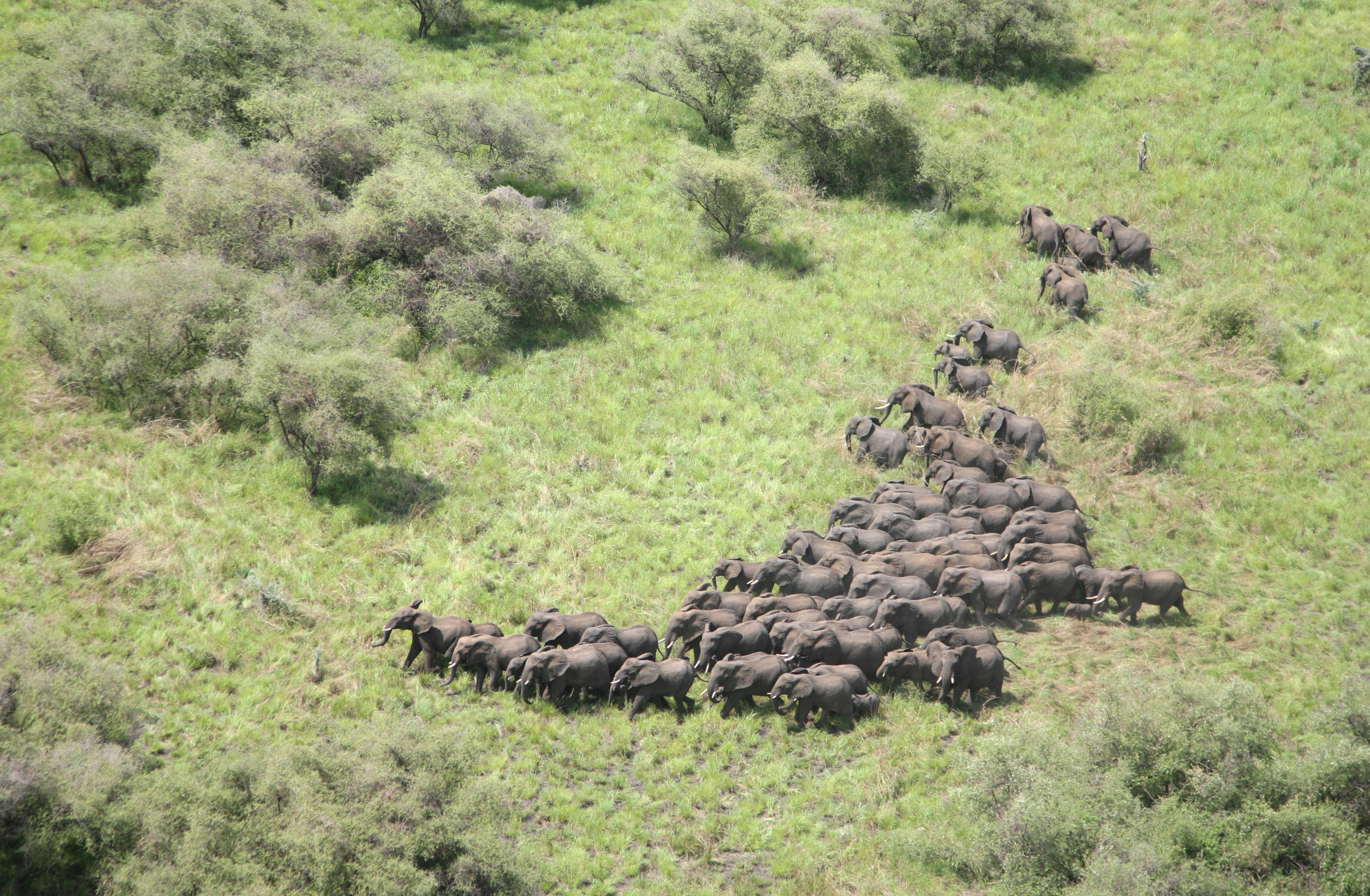
Manada de elefantes en el Parque nacional de Boma, al oeste de la meseta de Boma

La meseta de Boma es una pequeña cadena de montañas al este de Sudán del Sur, cerca de la frontera con Etiopía, en el nuevo estado de Boma, en el Alto Nilo, al sudeste de la localidad de Pibor Post, en el antiguo estado de Junqali. Está habitada por las etnias anuak, murle y toposa.
La vegetación está formada por un bosque húmedo de transición claramente estacional, con colinas de roca desnuda que alcanzan los 1100 m de altitud y valles cubiertos de densa vegetación, con árboles de gran porte, palmeras dispersas, enredaderas y matorrales bajos. En la década de 1930, en esta región fue documentada la existencia de variedades de Coffea arabica. Una expedición realizada en 2012, al término de la segunda guerra civil sudanesa por la World Coffee Research, demostró que todavía se encontraba en estas montañas en forma de un arbusto de escaso porte, de hasta dos metros de altura.
En la parte occidental de la meseta se encuentra el Parque nacional de Boma, dentro de una zona considerada de interés para la biodiversidad por la organización BirdLife International que ocupa una extensión de 40.000 km², pero se trata en su mayor parte de tierras bajas, inundables, que no pertenecen a la meseta. Al este, en Etiopía, la meseta linda con el Parque nacional Gambela.